# Concessio Carolina

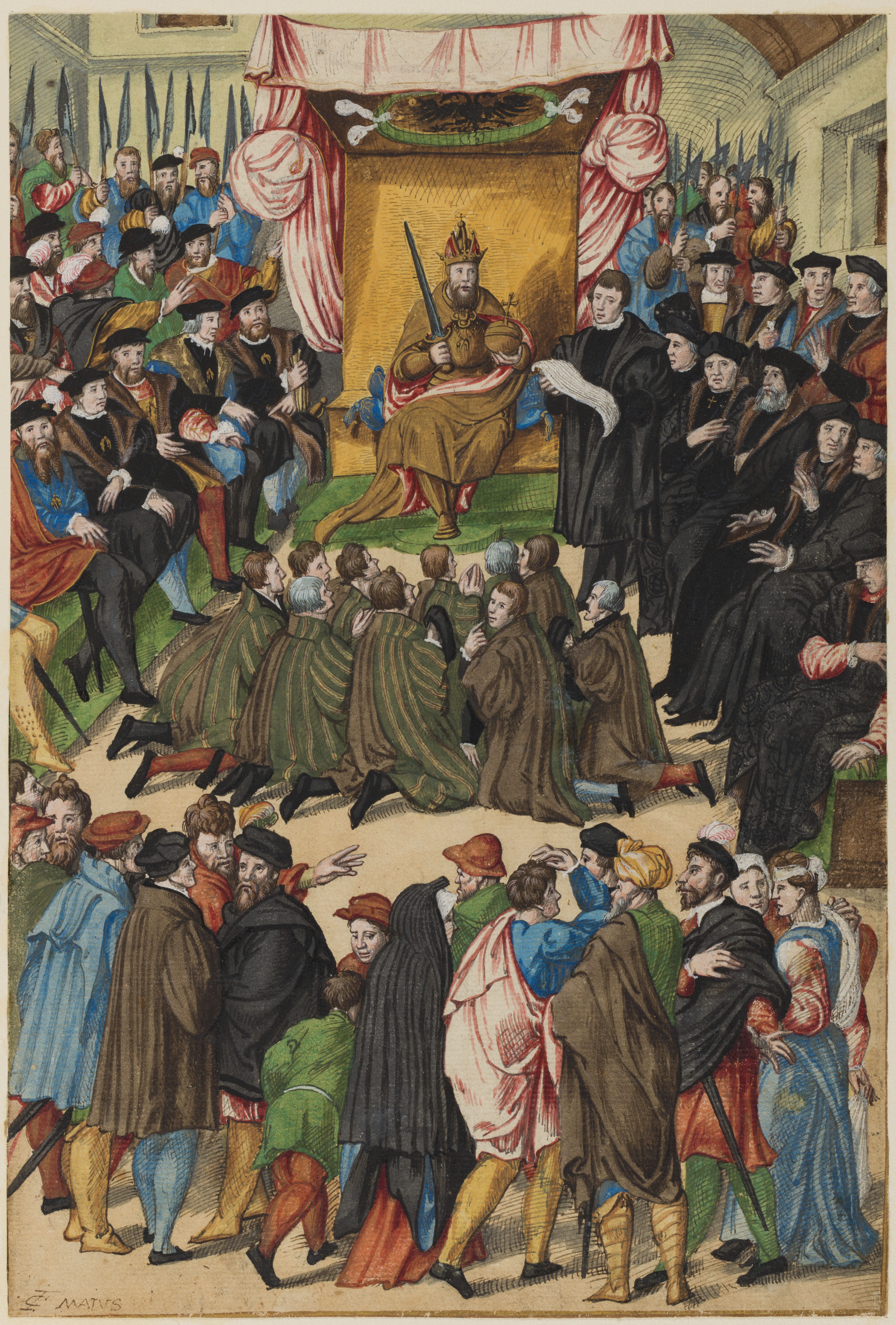
De afkondiging van de Concessio Carolina weergegeven door Jan Cornelisz Vermeyen (1540)

De Concessio Carolina (toegevingen van Karel) was een stadskeure, door keizer Karel V op 30 april 1540 in het Prinsenhof aan Gent opgelegd, na de Gentse Opstand.

## Bepalingen

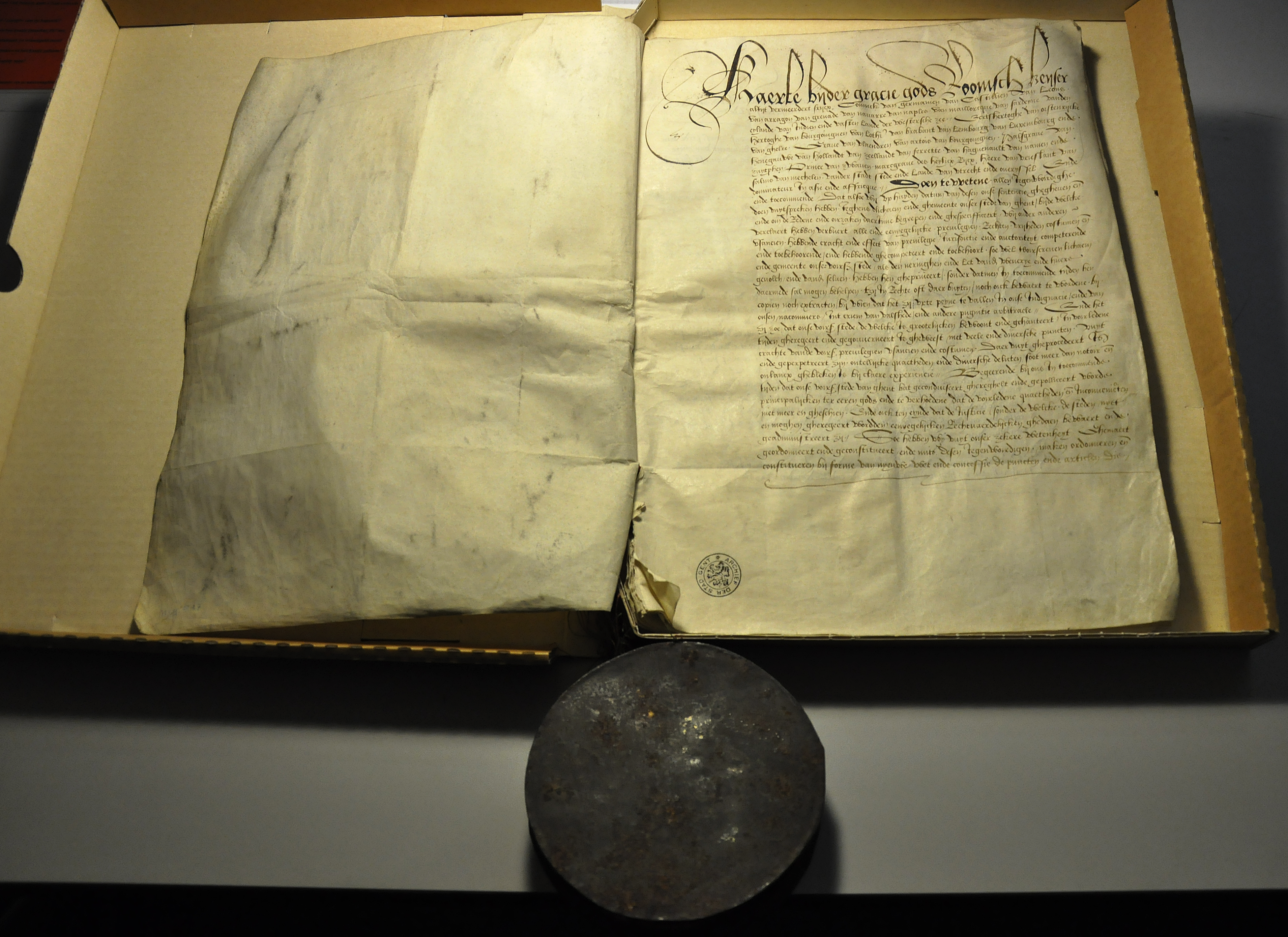
Eerste pagina van de Concessio Carolina

De schepenen werden voortaan door de vorst aangesteld en hun gezag ingekrompen, de Collatie of Brede Raad afgeschaft, de neringen in hun macht beperkt. Om de stad in bedwang te houden liet Keizer Karel het Spanjaardenkasteel bouwen op de plaats van de grotendeels afgebroken Sint-Baafsabdij en Sint-Baafsdorp. De concessie bleef tot het einde van het ancien régime van kracht. 
Deze keure maakte feitelijk een einde aan de stedelijke autonomie van Gent; tevens versterkte zij het vorstelijke gezag in het kader van de Staten van Vlaanderen. Ze wordt nog jaarlijks herdacht bij de optocht van de Stroppendragers. In een bijzonder artikel verbood de keizer de Sint-Lievensprocessie alsook de nachtelijke gewapende parades van de Auweet op halfvasten.